# Xestia smithii
Xestia smithii là một loài bướm đêm trong họ Noctuidae.